# الحكواتي
الحكواتي هي رواية كتبها الكاتب اللبناني ربيع علم الدين ونشرها ألفريد نوبف عام 2008. تستكشف الرواية العائلات والثقافات اللبنانية ولاقت استحسان النقاد.
وُلد ربيع علم الدين في عمان بالأردن لعائلة درزية لبنانية حيث كان والداه درزيين، بينما يعتبر ربيع نفسه ملحدًا. نشأ وترعرع في الكويت ولبنان، ثم انفصل عن عائلته مع انطلاق الحرب الأهلية اللبنانية في سن السابعة عشر؛ ليعيش بمفرده أولاً في إنجلترا ثم في كاليفورنيا. حصل علم الدين على شهادة في الهندسة من جامعة كاليفورنيا في لوس أنجلوس، وماجستير في إدارة الأعمال من جامعة سان فرانسيسكو.
بدأ علم الدين مسيرته المهنية كمهندس، ثم انتقل إلى الكتابة والرسم، حيث ألف أربع روايات ومجموعة قصصية، واشتهر بعد صدور روايته «الحكواتي» عن دار نوف في نيويورك التي أثارت ضجة كبرى في مختلف الدوائر الأدبية والنقدية.
حصل على جائزة دائرة نقاد الكتب الوطنية سنة 2014 وفاز بالميدالية الذهبية لجوائز الكتاب في كاليفورنيا عن رواية امرأة لا لزوم لها. كما حصل في 2016 على جائزة «فيمينا» لأفضل رواية مترجمة إلى الفرنسية، عن ذات الرواية بعد أن تُرجمت إلى الفرنسية في 2016.
وفي عام 2017 فاز بجائزة الكتاب العربي الأمريكي، وجائزة لامبدا الأدبية لروايات المثليين عن رواية ملاك التاريخ.

## ملخص الرواية
تدور الأحداث في عام 2003، حيث يسافر شاب من لوس أنجلوس بكاليفورنيا إلى حيث يرقد جثمان والده في بيروت بلبنان. ويشارك هو وأقاربه القصص والأمثال المعاصرة خلال الوقفة الاحتجاجية.

## الشخصيات
- عفريت جهنم
- بيبرس
- إيلي
- فريد الخراط
- فاطمة
- اسماعيل
- لينا
- مارييلا
- أسامة الخراط
- عثمان
- العم جهاد